# Voetbal in Guinee-Bissau
Voetbal is de meest populaire sport in Guinee-Bissau voor mannen en voor vrouwen.
De voetbalsport in Guinee-Bissau wordt sinds 1975 georganiseerd door de Guinee-Bissause Voetbalfederatie (Portugees: Federação de Futebol da Guiné-Bissau - FFGB). De federatie beheert zowel het nationale voetbalteam als de nationale competitie.
Voetbal in Guinee-Bissau is gekenmerkt door de historische relatie met Portugal als vroegere kolonisator onder meer via clubs met namen die lijken op de Portugese clubs: Sporting Clube de Bissau en Sporting Lissabon, Sport Bissau e Benfica en SL Benfica (ook uit Lissabon). Ook spelen veel Guinee-Bissause voetballers in Portugal.

## Binnenlands voetbal
In de koloniale tijd werd al een nationale voetbalcompetitie gehouden. De bevrijdingsoorlog (van 1961-1974) zorgde voor het grotendeels stilleggen van de competitie. Sinds 1975 organiseert de FFGB het nationale kampioenschap, de Campeonato Nacional da Guiné-Bissau. Sporting Clube de Bissau heeft het record met 14 titels. Er bestaan drie divisies.
De nationale bekercompetitie (Portugees: de Taça Nacional da Guiné-Bissau) werd voor de onafhankelijkheid enkele keren gehouden (bv in 1970). Na de onafhankelijkheid in 1974 werd de bekercompetitie georganiseerd door de FFGB. In enkele jaren (1975, 1995, 1999, 2000, 2003, 2007, 2012, 2016) vonden er geen bekerwedstrijden plaats, door verschillende oorzaken (politieke onrust, financiële perikelen). In 2020 werd de competitie gestopt door de coronapandemie.
Tot dusverre kon geen enkele club uit Guinee-Bissau zich kwalificeren voor de CAF Champions League.

## Nationale selectie
Het Guinee-Bissaus voetbalelftal neemt sinds 1986 deel aan FIFA-toernooien. In 2017 kwalificeerde het nationale team zich voor het Afrikaans kampioenschap voetbal. In 2020 kon de nationale selectie zich in groep I niet kwalificeren voor deze landencompetitie. Op 31 maart 2021 kwalificeerde het nationale team zich voor het Afrikaans kampioenschap voetbal door een 3-0 overwinning op Congo in Bissau.
Guinee-Bissau nam verschillende keren deel aan de West-Afrikaanse Amílcar Cabral Cup (tussen 1979 en 2007). Het land was zelf gastheer in 1979, 1988 en 2007. Tot nu toe neemt de nationale selectie altijd deel aan de voetbalcompetities in de Jogos da Lusofonia.
In december 2020 eindigde Guinee-Bissau op de 120e plaats op de FIFA-wereldranglijst. Zijn hoogste FIFA-plaatsing bereikte de selectie in juli 2016 met de 68e plaats, de slechtste in februari 2009 met de 194e plaats. Na de uitschakeling voor de CAF 2021 daalde de FIFA-ranking van het nationale elftal met 11 punten naar de positie 109 (oktober 2021).
Sinds 2017 coacht de Guinee-Bissause ex-international Baciro Candé het nationale team van Guinee-Bissau.

## Damesvoetbal
Het nationale voetbalelftal van Guinee-Bissau voor dames heeft zich in 2002 en 2014 twee keer gekwalificeerd voor de Women's Africa Cup of Nations, maar de FFGB trok zich beide keren terug.

## Spelers in het buitenland
Voor veel talentvolle Guinee-Bissause voetballers is hun land te klein. Ze worden gespot en spelen in buitenlandse clubs. Hieronder een lijst van voetballers die geboren zijn in Guinee-Bissau en in buitenlandse clubs spelen of gespeeld hebben.
| Naam                                                | Geboorteplaats           | Geboortedatum | Nationaliteit                              | Positie(s)   | Meest recente club                        | Meest recente speelseizoen | Referenties |
| --------------------------------------------------- | ------------------------ | ------------- | ------------------------------------------ | ------------ | ----------------------------------------- | -------------------------- | ----------- |
| Adelino Augusto Lopes (Lino)                        | Bissau                   | 21-11-1976    | Vlag van Portugal · Vlag van Guinee-Bissau | middenvelder | Lokomotiv Sofia (Bulgarije)               | 2008/2009                  | [ 9 ]       |
| Muhamed Lamine Jabula Sanó (Malá)                   | Bissau                   | 6-12-1979     | Vlag van Guinee-Bissau                     | middenvelder | Doxa                                      | 2009/2010                  | [ 10 ]      |
| Vladimir Mendes Gomes                               | Guinee-Bissau            | 8-12-1983     | Vlag van Guinee-Bissau                     | middenvelder | Sport Benfica e Castelo Branco (Portugal) | 2010/2011                  | [ 11 ]      |
| Daniel Kenedy Pimental Mateus dos Santos (Kenedy)   | Bissau (Guinee)          | 18-2-1974     | Vlag van Portugal                          | middenvelder | Peramaikos F.C. (Griekenland)             | 2011/2012                  | [ 12 ]      |
| Sufrim Lopes                                        | Bissau                   | 25-3-1981     | Vlag van Portugal                          | middenvelder | Torreense (Portugal)                      | 2011/2012                  | [ 13 ]      |
| Dionísio Mendes Fernandes                           | Bissau                   | 21-9-1981     | Vlag van Portugal · Vlag van Guinee-Bissau | aanvaller    | Stade Tunisien (Tunesië)                  | 2012/2013                  | [ 14 ]      |
| Ednilson Pedro Rocha Andrade Mendes                 | Bissau                   | 25-9-1982     | Vlag van Portugal · Vlag van Guinee-Bissau | middenvelder | Vasas SC (Hongarije)                      | 2012/2013                  | [ 15 ]      |
| Bafodé Dabo Carvalho                                | Bissau                   | 25-11-1983    | Vlag van Portugal · Vlag van Guinee-Bissau | middenvelder | Aris Limassol (Cyprus)                    | 2013/2014                  | [ 16 ]      |
| Ankyofnna Encada                                    | Bissau                   | 6-10-1978     | Vlag van Portugal · Vlag van Guinee-Bissau | middenvelder | Sporting da Beira (Mozambique)            | 2013/2014                  | [ 17 ]      |
| Adul Baldé                                          | Bissau                   | 9-4-1989      | Vlag van Portugal · Vlag van Guinee-Bissau | aanvaller    | Kayl-Tétange (Luxemburg)                  | 2013/2014                  | [ 18 ]      |
| Ivanildo Soares Cassamá                             | Bissau                   | 9-1-1986      | Vlag van Guinee-Bissau                     | aanvaller    | Académica Coimbra (Portugal)              | 2015/2016                  | [ 19 ]      |
| Saido Indjai Banja                                  | Bissau                   | 19-7-1981     | Vlag van Portugal · Vlag van Guinee-Bissau | verdediger   | Leixões (Portugal)                        | 2015/2016                  | [ 20 ]      |
| Ibraima Fali Baldé                                  | Bissau                   | 15-1-1986     | Vlag van Guinee-Bissau                     | aanvaller    | Cacém (Portugal)                          | 2016/2017                  | [ 21 ]      |
| Mamadi Baldé                                        | Bissau                   | 15-8-1978     | Vlag van Portugal · Vlag van Guinee-Bissau | verdediger   | Moura (Portugal)                          | 2018/2019                  | [ 22 ]      |
| Benvindo António dos Santos Moreno                  | Bissau                   | 10-11-1989    | Vlag van Portugal                          | aanvaller    | Leça FC (Portugal)                        | 2018/2019                  | [ 23 ]      |
| Bacari Djaló                                        | Bissau                   | 12-8-1983     | Vlag van Portugal · Vlag van Guinee-Bissau | aanvaller    | Atert Bissen (Luxemburg)                  | 2018/2019                  | [ 24 ]      |
| Bocundji Cá                                         | Biombo                   | 28-12-1986    | Vlag van Guinee-Bissau                     | middenvelder | SC Bastia (Frankrijk)                     | 2018/2019                  | [ 25 ]      |
| Yannick dos Santos Djaló                            | Bissau                   | 5-5-1986      | Vlag van Portugal                          | aanvaller    | Ratchaburi FC (Thailand)                  | 2019/2020                  | [ 26 ]      |
| Leonísio Julio Sami                                 | Bissau                   | 18-12-1988    | Vlag van Portugal · Vlag van Guinee-Bissau | aanvaller    | Valletta FC (Malta)                       | 2020/2021                  | [ 27 ]      |
| Anssumane Fati Vieira (Ansu Fati)                   | Bissau                   | 31-10-2002    | Vlag van Spanje                            | aanvaller    | FC Barcelona (Spanje)                     | 2020/2021                  | [ 28 ]      |
| Amido Baldé                                         | Bissau                   | 16-5-1991     | Vlag van Guinee-Bissau                     | aanvaller    | zonder club                               | 2021                       | [ 29 ]      |
| Mama Baldé                                          | Bissau                   | 6-11-1995     | Vlag van Guinee-Bissau                     | middenvelder | Troyes (Frankrijk)                        | augustus 2021              | [ 30 ]      |
| Mimito Biai                                         | Bissau                   | 12-12-1997    | Vlag van Portugal · Vlag van Guinee-Bissau | middenvelder | Académica Coimbra (Portugal)              | 2020/2021                  | [ 31 ]      |
| Armindo Tué Na Bangna (Bruma)                       | Bissau                   | 24-10-1994    | Vlag van Portugal · Vlag van Guinee-Bissau | aanvaller    | PSV                                       | 2021                       | [ 32 ]      |
| Fali Candé                                          | Bissau                   | 24-1-1998     | Vlag van Portugal · Vlag van Guinee-Bissau | aanvaller    | Portimonense SC (Portugal)                | 2020/2021                  | [ 33 ]      |
| Moreto Moro Cassamá                                 | Bissau                   | 16-2-1998     | Vlag van Guinee-Bissau                     | middenvelder | Stade de Reims (Frankrijk)                | 2020/2021                  | [ 34 ]      |
| Bubacar Boi Djaló                                   | Bissau                   | 2-2-1997      | Vlag van Portugal                          | middenvelder | HJK Helsinki (Finland)                    | 2020/2021                  | [ 35 ]      |
| Carlos Apna Embalo                                  | Bissau                   | 25-11-1994    | Vlag van Guinee-Bissau                     | aanvaller    | KAS Eupen (België)                        | 2020/2021                  | [ 36 ]      |
| Éderzito António Macedo Lopes (Éder)                | Bissau                   | 22-12-1987    | Vlag van Portugal                          | aanvaller    | zonder club                               | 2021                       | [ 37 ]      |
| Francisco Santos da Silva Júnior (Francisco Júnior) | Bissau                   | 18-1-1992     | Vlag van Guinee-Bissau                     | middenvelder | Gaz Metan Media (Roemenië)                | 2020/2021                  | [ 38 ]      |
| Esmaël Gonçalves (Isma)                             | Bissau                   | 25-6-1991     | Vlag van Guinee-Bissau                     | aanvaller    | Chennaiyin FC (India)                     | 2020/2021                  | [ 39 ]      |
| Edgar Miguel Ié                                     | Bissau                   | 1-5-1994      | Vlag van Portugal                          | verdediger   | Trabzonspor (Turkije)                     | 2020/2021                  | [ 40 ]      |
| João Lamine Jaquité                                 | Bissau                   | 22-21-1996    | Vlag van Guinee-Bissau                     | middenvelder | CD Tondela (Portugal)                     | 2020/2021                  | [ 41 ]      |
| João Mário Nunes Fernandes                          | Bissau                   | 11-10-1993    | Vlag van Guinee-Bissau                     | aanvaller    | zonder club                               | 2021                       | [ 42 ]      |
| Jorge Fernando Barbosa Intima (Jorginho)            | Bissau                   | 21-9-1995     | Vlag van Guinee-Bissau                     | aanvaller    | PFC Ludogorets (Bulgarije)                | 2021                       | [ 43 ]      |
| Joelson Augusto Mango Mendes Fernandes              | Bissau                   | 28-2-2003     | Vlag van Portugal                          | aanvaller    | Sporting Lissabon (Portugal)              | 2020/2021                  | [ 44 ]      |
| Manconi Soriano Mané (Sori Mané)                    | Bissau                   | 3-4-1996      | Vlag van Guinee-Bissau                     | middenvelder | Moreirense FC (Portugal)                  | 2020/2021                  | [ 45 ]      |
| Jonas Asvedo Mendes                                 | Cabienque, Guinee-Bissau | 20-11-1989    | Vlag van Portugal · Vlag van Guinee-Bissau | doelman      | zonder club                               | 2021                       | [ 46 ]      |
| Danilo Luís Hélio Pereira                           | Bissau                   | 9-9-1991      | Vlag van Portugal                          | verdediger   | Paris Saint-Germain (Frankrijk)           | 2020/2021                  | [ 47 ]      |
| Toni Brito Silva Sá (Toni Silva)                    | Bissau                   | 15-9-1993     | Vlag van Portugal · Vlag van Guinee-Bissau | aanvaller    | Tobol Qostanay (Kazachstan)               | 2021                       | [ 48 ]      |
| Nanissio Justino Mendes Soares (Nani)               | Bissau                   | 17-9-1991     | Vlag van Guinee-Bissau                     | middenvelder | Olympiakos Nicosia (Cyprus)               | 2020/2021                  | [ 49 ]      |
| Ronaldo Vieira Nan                                  | Bissau                   | 19-7-1998     | Vlag van Engeland · Vlag van Guinee-Bissau | middenvelder | UC Sampdoria (Italië)                     | 2020/2021                  | [ 50 ]      |